# El Barí 1ra. Sección
El Barí 1ra. Sección är en ort i Mexiko.   Den ligger i kommunen Cárdenas och delstaten Tabasco, i den sydöstra delen av landet, 500 km öster om huvudstaden Mexico City. El Barí 1ra. Sección ligger 14 meter över havet och antalet invånare är 574.
Terrängen runt El Barí 1ra. Sección är mycket platt. Havet är nära El Barí 1ra. Sección norrut. Runt El Barí 1ra. Sección är det ganska glesbefolkat, med 45 invånare per kvadratkilometer. Närmaste större samhälle är Agua Dulce, 10,5 km sydväst om El Barí 1ra. Sección. I omgivningarna runt El Barí 1ra. Sección växer i huvudsak städsegrön lövskog.